# Hildegar
Hildegar (onbekend - 8 augustus 753) was bisschop van Keulen. Hij kwam in conflict met bisschop Bonifatius die net als Hildegar zeggenschap over het kerkje in Utrecht claimde.
In de machtsstrijd tussen Merovingen en Karolingen stond Hildegar aan de kant van de Karolingen.  Als bisschop maakte hij aanspraak op de Utrechtse kerk omdat de Frankische koning Dagobert I het oude Romeinse fort Traiectum en het daarbij horende kerkje aan Keulen had geschonken. Hierdoor kwam Hildegar in conflict met missionaris-bisschop Bonifatius, die ook zeggenschap over de Utrechtse kerk claimde. Bonifatius wist, door het schrijven van een brief aan paus Stefanus II in 752/753, de Utrechtse kerk uit handen van Keulen te houden. Er wordt getwijfeld of de voorstelling van zaken die Bonifatius in de brief geeft wel correct was.
Hildegar sneuvelde in 752 bij het fort Iburg of Juberg tijdens een veldtocht van koning Pepijn de Korte tegen de nog niet gekerstende Saksen. Hildegard gold enige tijd als heilige; zijn kerkelijke feestdag is 8 augustus.